# Tarasovium valvulifer
Tarasovium valvulifer is een rankpootkreeftensoort uit de familie van de Scalpellidae. De wetenschappelijke naam van de soort is voor het eerst geldig gepubliceerd in 1910 door Annandale.